# Алоїс Зенефельдер
Йоганн Алоїз Зенефельдер (нім. Johann Alois Senefelder; 6 листопада 1771, Прага — 26 лютого 1834, Мюнхен) — винахідник літографії.

## Актор, драматург
Алоїз Йоганн Непомук Франц Зенефельдер народився у Празі в сім'ї відомого німецького актора. Він здобув освіту в Мюнхені і отримав стипендію для вивчення права в Інгольштадті. Смерть батька в 1791 році змусила його залишити навчання. Щоб підтримати свою матір, а також вісьмох братів і сестер він став актором, а також почав писати власні твори, які йшли без особливого успіху, хоча, наприклад, п'єса «Знавець дівчат» була досить успішною. Оскільки видавці не цікавились його творами, він вирішив друкувати свої п'єси самостійно.

## Винайдення літографії

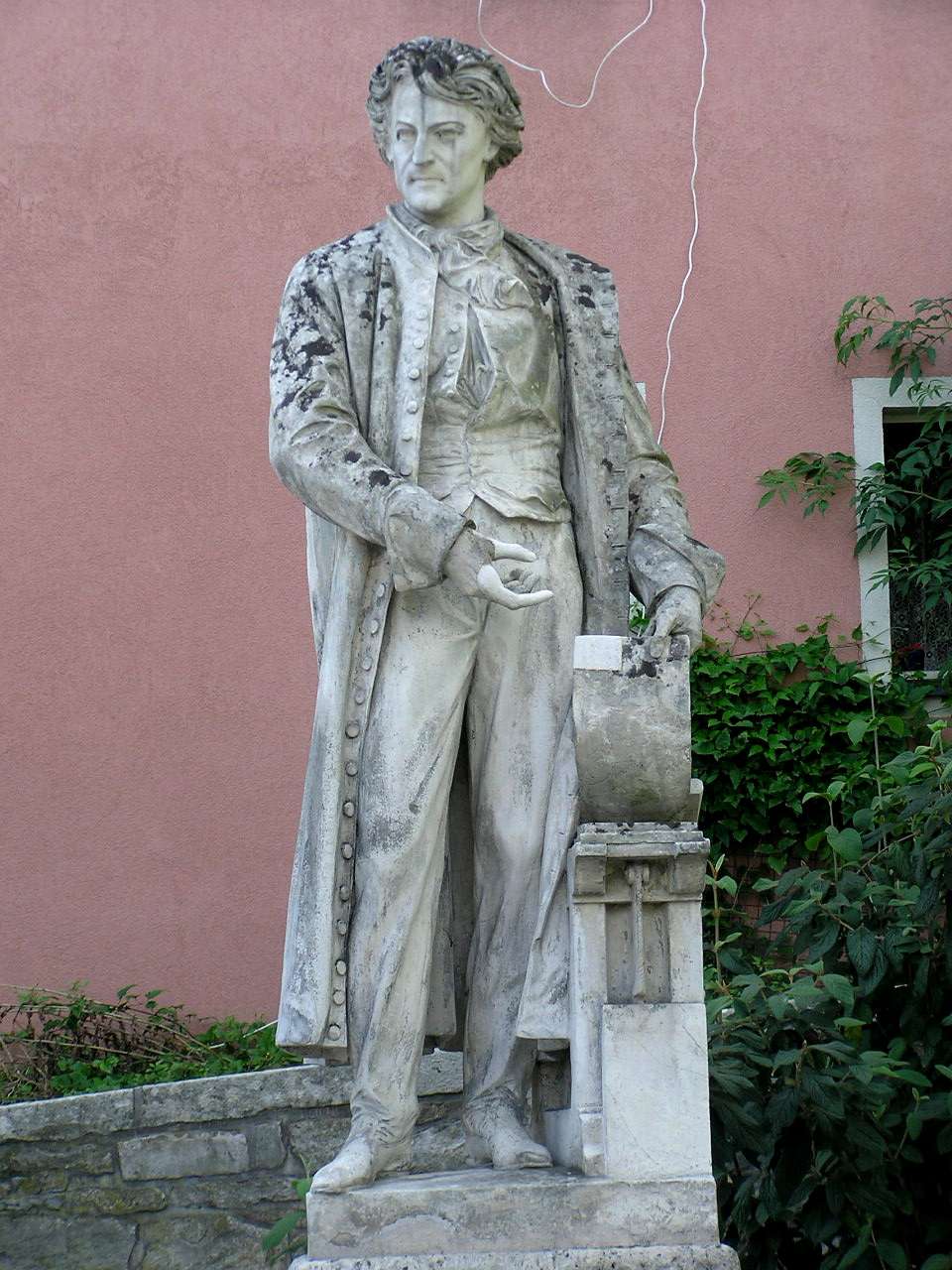
Пам'ятник Зенефельдера в Зольнгофен

Звернувши увагу на погано надруковані ноти зі старої книги, він зрозумів, що йому потрібен новий спосіб друку, який дозволить друкувати ноти і літери більш якісно. Коли Алоїз Зенефельдер розпочав пробувати свої сили в графіці, йому спала на думку ідея виготовити друкарську форму з каменя. Після численних експериментів він зауважив, що фарба значно краще пристає до тих місць форми, на яких вона вже одного разу була (камінь має здатність вбирати з фарби жир). Тоді він написав кілька слів на поверхні каменя і протравив її слабким розчином азотної кислоти. Потім, змочивши поверхню форми водою, злегка змішаною з гумміарабіком, Зенефельдер закатав її фарбою. Фарба лягла лише на ті ділянки форми, які були захищені жиром від впливу травлення. Наклавши на камінь паперовий лист, Зенефельдер отримав відтиск написаного. Таким чином, в 1796 році була вирішена проблема створення друкованої форми без рельєфу. Новий спосіб друку Зенефельдер невпинно вдосконалював. Знайшовши можливість виготовлення форм високого друку шляхом хімічної обробки вапнякового каменю, в 1798 році він розробив спосіб плоского друку — літографію. Згодом сконструював літографський друкарський верстат, видав книгу Lehrbuch der Lithographie (Мюнхен 1819).

## Визнання
Після того, як йому вдалося винайти літографію, він повністю присвятив себе цій справі, при цьому виклопотав собі привілеї в різних містах Європи. Після численних невдач заснував друкарню для друку нот у Відні, але потім покинув і цю справу та спробував ситцедрук. У 1809 році він був запрошений до Мюнхена для організації процесу літографії при королівській комісії складання карт, отримав довічну платню, титул королівського інспектора літографії і дозвіл володіти власною літографією. У 1826 році винайшов мозаїчне літографування, в 1833 році йому вдалося переносити з каменя на полотно зображення, намальовані олійними фарбами (була виконана літографічна репродукція з картини).